# ハイウェイスター (ゲーム)
『ハイウェイスター』（Highway Star）は、スクウェア（後のスクウェア・エニックス）が1987年8月7日に発売した、ファミリーコンピュータ向けのゲームソフトである。日本国外での名称は『Rad Racer』（ラッド・レーサー）。のちに『ファイナルファンタジーシリーズ』（IからIIIまで）の開発に携わるナーシャ・ジベリがメイン・プログラミングを担当した。「ファミコン3Dシステム」対応作品。

## 概要
本作は自動車と高速道路を使ったレースゲームで、『F1レース』（1984年、任天堂）のように、スプライトとラスタースクロールによって、コースの湾曲を表現するタイプのレースゲームである。縦方向のスクロールを画面分割と併用する事により、滑らかな路面の起伏表現などを実現していることが特徴。本作はジャンル的にはレースゲームとして認知されているが、特に誰とも競争しない点、タイムが減算式でタイムアタックの概念が無い点や一本道を時間切れになる前にゴールに到達する点など、ドライブゲームやアクションゲームのような要素もみられる。
ゲーム中にSELECTボタンを押すと画面表示がぶれるモードがあり、この状態で別売りのファミコン3Dシステムの3Dスコープをプレイヤーが装着することで、ゲームを擬似的な立体映像でプレイすることが可能だった。前作『とびだせ大作戦』（1987年）で対応していた「とびだせメガネ」にもコマンド入力（車種選択画面でBを押しながらスタート）することで対応となっている。
本作は「ファミコン3Dシステム」の初対応作品でもあり、パッケージには「液晶対応記念価格4,500YEN」と表記され、ファミコン3Dシステムへの対応ソフトということを強調して売り出していた。

## ゲーム内容

### システム
全8ステージを1コースずつ制限時間内に走破することがこのゲームの目的。1つのコースを設定された時間内に走行できればステージクリア。尚、タイムは減算式であり制限時間はチェックポイントを通過すれば一定タイムが加算される。操作は十字キーの左右がステアリング、Aボタンがアクセル、Bボタンがブレーキと簡略化されておりシフト切り替えの要素は無い。速度が90km/h以上で走行中に、アクセルオン状態で十字キーの上を押しっぱなしでターボチャージャーが発動し加速力が上がる。
基本ルールは与えられた制限時間内にコースを走破してゴールすることだが、残り時間が無くなってもすぐにはゲームオーバーとならず、まず走行状態からアクセルが効かなくなり、一定区間を惰性走行した後に自車が完全に停車して初めてゲームオーバー扱いとなる。その為、惰性走行状態でチェックポイントの通過およびゴールできれば、ゲームオーバーとはならずにゲーム続行・クリアできるシステムである。また、バウンド中やバウンド後のコースへの復帰中に時間切れになると、コースに復帰した瞬間にゲームオーバーとなる。全8ステージを走破できればエンディングを迎えられる。
自車が道路脇の障害物にぶつかると自車が大きくバウンドして転倒し大きなタイムロスとなる。また、走行中の他車に横から接触すると大きくはじかれ一瞬操作不能となったり、後部に追突すると大きくスピードダウンする。また、相対速度の高い車に追突した際にもバウンドする事もある。わざと敵車に接触してはじかれて急カーブを曲がる際のコーナリングフォースを強制的に得たり、カーブ前に急減速したりするという高等テクニックも存在した。
なお、セーブ、パスワード、コンティニューはできない。ただし裏技で開始ステージを選択することが可能なので、これをコンティニューとして代用できた。

## 設定

### 車種
- 328 TWIN TURBO
- F1 MACHINE

ゲーム開始前には上記の2種類から車種を選択できる。ただしゲーム中車種のグラフィックが異なるだけで性能差はない。いずれも最高速度は255km/hであり、速度が90km/h以上の時に十字キーの上ボタンを押しっぱなしの間はターボチャージャーが発動し加速性能がアップする。

### ステージ構成
世界各国の美しい景観が展望できる数々の高速道路が舞台となっている。
COURCE 1 SUNSET COAST LINE
比較的簡単なコース取りで、カーブ、坂道、景観変化など様々な要素を集約。
COURCE 2 SAN FRANCISCO NIGHT HIGHWAY
夜のサンフランシスコでネオンが美しい。やや難易度が高い。
COURCE 3 GRAND CANYON
プレイヤーの位置を追跡して衝突させようとする自動車が出現する。難易度はやや難。
COURCE 4 ROMES OF ATHENS
アクロポリスの景観を眺めながら快走する。難易度は安易。
COURCE 5 LOS ANGELES NIGHT WAY
道路の真中に駐車しているように見える自動車が出現する。難易度は非常に高い。
COURCE 6 SNOW WHITE LINE
難易度は普通。長い直線あり。ただ、残り時間が少なめ。
COURCE 7 SEA WAY IN TYPHOON
長い上り坂。短い時間制限。一般車両がハエのように寄り付く。
COURCE 8 LAST SEASIDE RUNNING
最終ステージだけあって難易度は非常に高い。

## スタッフ
- エグゼクティブ・プロデューサー：坂口博信
- プログラマー：ナーシャ・ジベリ
- サウンド・コンポーザー：植松伸夫
- サウンド・プログラマー：今井利秋

## 評価
- ゲーム誌『ファミコン通信』の「クロスレビュー」では、6・9・9・8の合計32点（満40点）でゴールド殿堂入りを獲得[4]、レビュアーの意見としては「コースにアップダウンがあり、スピード感もなかなかのものだが、コースが単調すぎる」、「ちゃんとアップダウンもあるし、すごくよくできてる」、「ファミコンでこの感覚が味わえるなら、はっきり言って買い」などと評されている[5]。
- ゲーム誌『ファミリーコンピュータMagazine』の読者投票による「ゲーム通信簿」での評価は以下の通り20.89点（満30点）となっている[1]。また、同雑誌1991年5月10日号特別付録の「ファミコンロムカセット オールカタログ」では、「1つのコースをゴールするごとに景色がかわって、視覚的美しさも兼ね備えたゲーム」と紹介されている[1]。

| 項目 | キャラクタ | 音楽 | 操作性 | 熱中度 | お買得度 | オリジナリティ | 総合  |
| 得点 | 3.37       | 3.73 | 3.51   | 3.67   | 3.33     | 3.28           | 20.89 |

## その他
- 開発中の仮タイトルは『とびだせレーシング』であり、当初はディスクカードでの発売が予定されていた。
- 当時のスクウェアが出した本作の雑誌広告には、ゲーム雑誌に書かれた本作のレビュー記事も引用表記されていた。
- また当時のゲーム誌などでの本作の紹介の際には、発売年にアーケードで大ヒット中だったセガの『アウトラン』（1986年）と比較され評されることも多く、ファミコン通信の「クロスレビュー」では4人中3人がセガ・マークIII版も含めた『アウトラン』との比較に言及しており[5]、またファミリーコンピュータMagazine付録の「ファミコンロムカセット オールカタログ」では、「『アウトラン』みたいなスピード感のカーアクション」と紹介されている[1]。
- アメリカで行われたゲーム大会用に任天堂が特別製作した『Nintendo World Championships』の課題収録ソフトの1本として本作が採用されている（他の課題ソフトは『スーパーマリオブラザーズ』と『テトリス』）。